# Las chicas del cable (2.ª temporada)
A segunda temporada da série de televisão espanhola, Las chicas del cable (em português:  As Telefonistas), foi anunciada em 31 de março de 2016, inicialmente planejada para ser a parte 2 da primeira temporada,  e estreou em 25 de dezembro de 2017, contando com 8 episódios. A temporada é produzida pela pela Bambú Producciones e distribuída mundialmente pelo serviço de streaming Netflix; a showrunner é Teresa Fernandez-Valdes.

## Sinopse
Na virada de ano de 1928 para 1929, as quatro protagonistas, Alba, Marga, Carlota e Ángeles, se livram de um corpo em uma ponte no meio da noite. Uma investigação sobre o desaparecimento dessa pessoa é iniciada. Lidia tem que se adaptar a sua nova posição dentro da companhia telefônica, enquanto rostos conhecidos tramam uma maneira de derrubá-la.

## Elenco e personagens
| - Blanca Suárez como Alba Romero/Lidia Aguilar - Yon González como Francisco Gómez - Maggie Civantos como Ángeles Vidal - Ana Fernández como Carlota Rodríguez de Senillosa - Nadia de Santiago como María Inmaculada "Marga" Suárez Pazos - Martiño Rivas como Carlos de Cifuentes - Ana Polvorosa como Sara Millán - Borja Luna como Miguel Pascual - Nico Romero como Pablo Santos - Sergio Mur como Mario Pérez - Ángela Cremonte como Elisa de Cifuentes - Iría del Río como Carolina Moreno - Antonio Velázquez como Cristóbal Cuevas Moreno - Ernesto Alterio como Sebastián Uribe - Concha Velasco como Carmen de Cifuentes | - Kiti Mánver como Victoria - Tina Sainz como Dona Lola - Andrea Carballo como Alexandra "Alex" Uribe - Bruto Pomeroy como Buendía - Íñigo Salinero como Basilio García Serrano - Pepe Ocio como Dr. Jesús Longoria - Agnés Llobet como Marisol Inostroza - María Garralón como Eulalia, avó de Marga | - Marina Orta como Alba Romero (15 anos) - Itzan Escamilla como Francisco Gómez (15 anos) - Miguel Lago como Alfonso XIII - Anahí Civantos como Sofía Pérez Vidal - Mercedes del Castillo como Paloma Longoria - Rebeca Alfayat como Amparo García - Diego Molero como Kioskero - Carlos Lorenzo como Médico de Miguel - Hugo Soneira como Alvarito - Víctor Mendoza como Padre Fermín - Fran Cantos como Forense - Marta Vives como Enfermeira de Lidia - Asier Olaizola como Médico de Lidia - Alfredo Zamora como Taxista - Alba Loureiro como Telefonista - Mayte Atarés como Mãe de Marisol - Luis Ángel Hernández como Guarda #1 - Antonio de Cos como Guarda #2 - César Cambeiro como Médico de Mario |

Nota
1. ↑  Sergio Mur aparece em apenas 2 episódios, mas é creditado em todos os episódios da temporada

## Episódios
| N.º na série | N.º na temp. | Título original (Título no Brasil)                                      | Dirigido por      | História por | Roteiro por                                                                          | Lançamento             |
| --- | ------------ | ----------------------------------------------------------------------- | ----------------- | --- | ------------------------------------------------------------------------------------ | ---------------------- |
| 9 | 1            | "Capítulo 9: La elección" "(Capítulo 9: A escolha)" (BR)                | Carlos Sedes      | Ramón Campos, Gema R. Neira, Teresa Fernández-Valdez, Maria José Rustarazo, Carlos Portela, Jaime Vaca, Flora Gonzáles Villanueva & Paula Fernández | —                                                                                    | 25 de dezembro de 2017 |
| O episódio começa com um Flashforward de uma ocultação de cadáver no rio, perpetuado por Lidia, Marga, Carlota e Ángeles. As últimas 40 horas são refeitas. Véspera de Ano Novo de 1929: seis meses após a apresentação do Roteador 7, a empresa está totalmente mudada: Lidia tornou-se secretária do diretor. No entanto, o diretor não é mais Francisco, mas Uribe, o investidor que assinou o contrato do Roteador 7 com Carlos. De fato, Carlos descobriu toda a verdade sobre Lídia e o passado de Francisco: este último deixou seu cargo de diretor da empresa, sua esposa Elisa o mandou para longe de casa e agora trabalha na estação ferroviária como ferreiro. Carlos perdeu totalmente o controle da empresa. Lidia pensa no projeto de construção de cabines telefônicas públicas e tenta reconquistar Carlos que, perdendo a empresa, lhe reserva uma vingança mortal: primeiro ele a corteja e depois rouba o projeto dela e o apresenta a Uribe. Enquanto isso, as meninas continuam suas vidas e, em particular, Ángeles, que deixou definitivamente o emprego na companhia e se dedica à casa e à família. Mario, que entretanto continuou a ter um relacionamento com Carolina, que engravidou, está cada vez mais violento: Ángeles o envenena com cianeto adicionando gotas nas refeições, causando uma intoxicação grave. Uribe parabeniza Carlos pelo projeto de cabines telefônicas públicas, mas Lidia alega que esse é seu projeto e que Carlos o roubou. Uribe então pede que ambos o desenvolvam e escolherá o melhor. Na mesma noite, um leilão de caridade é organizado e Mario descobre que Angeles o envenena com cianeto. Uma briga forte seguiu e Angeles fica ferida. Carlota, Marga e Lidia correm para ajudar Angeles, mas Mario tenta estrangular Lidia para se defender. Para salvar sua amiga, Angeles bateu em Mario na cabeça até a morte. Francisco vem ao leilão da empresa, propondo a Carlos sua ajuda para destruir Lidia. |              |                                                                         |                   | |                                                                                      |                        |
| 10 | 2            | "Capítulo 10: El pacto" "(Capítulo 10: O pacto)" (BR)                   | Carlos Sedes      | Ramón Campos, Gema R. Neira, Teresa Fernández-Valdez, Maria José Rustarazo, Carlos Portela, Jaime Vaca, Flora Gonzáles Villanueva & Paula Fernández | Almudena Ocaña                                                                       | 25 de dezembro de 2017 |
| A morte de Mario perturba a noite do leilão e o cadáver será escondido por Lídia e as outras no rio, transportado pelo carro de Mario. Ángeles decide fugir para a casa de sua mãe com Sofía e suas amigas chegam a um acordo prometendo ficar em silêncio sobre o caso para sempre, mas Carlota conta tudo a Sara. Nos últimos meses, Elisa foi hospitalizada por causa do colapso nervoso depois de descobrir a identidade de Alba. Dona Carmen quer proibir Elisa de interferir nos negócios da empresa. Lidia, que está desenvolvendo o projeto de cabine telefônica, pede ajuda a Francisco para lhe dar uma opinião e lhe dar uma cópia. Ela não sabe que Francisco e Carlos estão conspirando contra ela. Na empresa, Mario roubou dinheiro e é denunciado pelo roubo à polícia. O inspetor de polícia Cristóbal Cuevas Moreno é instruído a investigar o roubo. Ele aparece na casa de Angeles e Mario e encontra Angeles e Lidia com a intenção de preparar tudo para escapar. As meninas montaram uma estratégia para fazer os outros acreditarem que Mario fugiu com o dinheiro e pegou um trem sem destino conhecido. Elisa chega à empresa e conhece Uribe e sua irmã Alexandra, que acaba de chegar de Nova York. Nesta ocasião, Donna Carmen e Carlos também são apresentados. Elisa, ao encontrar Lídia, revela o plano de Francisco e Carlos contra ela e oferece sua aliança. Lídia decide encarar Francisco, que lhe conta uma versão distorcida dos fatos e os dois se beijam. Carolina se apresenta ao comissário de polícia para revelar ao inspetor Cuevas que ela tem o dinheiro que Mario roubou da empresa e que não é possível que Mario tenha fugido como Ángeles diz. Mario havia roubado o dinheiro da mesa de Pablo para que Carolina pudesse abortar ilegalmente seu bebê. |              |                                                                         |                   | |                                                                                      |                        |
| 11 | 3            | "Capítulo 11: Los celos" "(Capítulo 11: O ciúme)" (BR)                  | Antonio Hernández | Ramón Campos, Gema R. Neira, Teresa Fernández-Valdez, Maria José Rustarazo, Flora Gonzáles Villanueva & Paula Fernández                             | Almudena Ocaña                                                                       | 25 de dezembro de 2017 |
| Francisco, desistindo de arruinar o projeto, beija Lídia e Carlos os vê. O pai de Marisol está seriamente doente e hospitalizado, então Pablo, dado o profundo afeto que o liga à família de Marisol, vai visitá-lo, mas Marisol, fingindo estar finalmente fora da companhia, quer ver o anel que Pablo quer dar a Marga para se casar com ele e o rouba. Na realidade, Marisol inventou uma doença grave do pai para aproximar Pablo quando, na realidade, o pai foi submetido apenas a uma amigdalectomia. O roubo de Mario faz com que Alex e Uribe decidam colocar alguns vigilantes na entrada e saída da empresa para verificar as malas de todos os funcionários para evitar mais problemas. Isso causa bastante descontentamento entre os trabalhadores, porque também se tornou difícil se deslocar entre os cômodos do prédio na ausência de uma permissão especial. Carlos vai para a cama com Alex e Lidia e fica terrivelmente com ciúmes de Alex. O inspetor Cuevas continua investigando a morte de Mario e volta para a casa de Ángeles, onde encontra as fotos tiradas por Angeles em um momento de ódio e raiva contra Mario. Uribe gostaria de ver as contas da empresa, mas Dona Carmen nega e readmitiu Ángeles para trabalhar. Marga descobre de sua avó que Pablo quer que ela se case com ele e Pablo descobre que o anel de noivado foi roubado dele. Carlos revela a Ángeles que a viu sair com Mario na noite do leilão e que ele havia sido convocado pela polícia. Devido a uma desobediência às novas regras de segurança do escritório, Carlota e Marga são punidas e confinadas em um armário e Carlota decide fazer uma revolta contra a liderança. Ela pede ajuda a Sara e a convida naquela noite para organizar a greve, mas Sara admite estar ocupada, então Carlota descobre que Sara reservou um quarto de hotel fornecendo um nome masculino. Quando ela chegou na mesma noite, Sara revelou a Carlota que se sentia homem e Carlota ficou absolutamente chocado com isso. Lidia e Francisco continuam a elaboração do projeto de cabines telefônicas públicas e o ódio entre Lidia e Alex é cada vez mais impressionante por causa do ciúme de Lidia pelo relacionamento sexual de Alex e Carlos. Elisa descobre que a mãe rouba o dinheiro da empresa e que queimou todos os documentos solicitados por Uribe. Francisco confronta Carlos e Marga convida Pablo para jantar na pensão de Dona Lola para pedir que ela se case com ele: Marisol aparece com o anel no dedo, fazendo Marga acreditar que Pablo havia pedido que ela se casasse com ele primeiro. Marga sai desesperada. Ángeles pede que o inspetor Cuevas se encontre para conversar com ela sobre o desaparecimento de Mario e Lidia aparece na casa de Francisco. |              |                                                                         |                   | |                                                                                      |                        |
| 12 | 4            | "Capítulo 12: La culpa" "(Capítulo 12: A culpa)" (BR)                   | Antonio Hernández | Ramón Campos, Gema R. Neira, Teresa Fernández-Valdez, Maria José Rustarazo, Flora Gonzáles Villanueva & Paula Fernández                             | Flora Gonzáles Villanueva, Paula Fernández & Maria José Rustarazo                    | 25 de dezembro de 2017 |
| Lídia e Francisco vão para a cama juntos e Ángeles tenta desviar a investigação, mas o carro de Mario foi encontrado. O inspetor Cuevas começa a ter dúvidas sobre Ángeles, mas uma testemunha ocular diz que viu uma mulher morena destruir o carro. Lidia e Francisco se beijam na frente da empresa, mas Elisa, aliada a Uribe, os vê e propõe um pacto a Francisco para conquistar Dona Carmen, especialmente depois do que Elisa descobriu sobre o financiamento ilícito da Fundação. Pablo tenta reconquistar Marga e Marisol parece estar determinada a ir embora para sempre. Uribe readmitiu Ángeles enquanto Sara foi demitida devido à violação de uma das regras de segurança. Carolina confidenciou ao inspetor que ela havia abortado e devolvido o dinheiro porque ela não precisava mais dele. Dona Carmen, com grande surpresa, descobre que foi Elisa quem a traiu, e não Francisco, como pensara a princípio, cheia de ressentimento pela hospitalização que sofreu nos meses anteriores. Para encontrar um ponto fraco do inspetor inatacável, Ángeles pede ajuda para Victoria, que consegue rastrear um episódio ruim da carreira do inspetor em 1927, o inspetor começa a suspeitar cada vez mais de Ángeles. A demissão de Sara gera uma greve particularmente movimentada entre as operadoras comandadas por Carlota. Lidia tenta um acordo com a gerência e consegue: as regras de segurança são abolidas e Sara é reintegrada como uma simples telefonista. Durante o conselho de administração, Francisco admite na frente de todos que ele passou a noite com Lidia, incluindo Carlos. Uma briga se inicia do lado de fora da sala, porque Carlos sente que foi traído por Francisco. Ele admite que não conseguiu enganar Lidia porque a ama muito. O inspetor Cuevas se apresenta à empresa e diz a Ángeles que descobriu que ela havia feito um aborto há cerca de seis meses e que Mario era um homem violento, e ela é a principal suspeita da morte do marido. Carlos confronta Lidia que desmaia na beira da estrada depois de finalmente admitir que ama Francisco. |              |                                                                         |                   | |                                                                                      |                        |
| 13 | 5            | "Capítulo 13: Los secretos" "(Capítulo 13: Os segredos)" (BR)           | Roger Gual        | Ramón Campos, Gema R. Neira, Teresa Fernández-Valdez, Maria José Rustarazo, Flora Gonzáles Villanueva & Paula Fernández                             | Almudena Ocaña & Maria José Rustarazo                                                | 25 de dezembro de 2017 |
| Lidia descobre que está grávida de Carlos. Ela decide deixar tudo para criar seu filho sozinha. Ela informa Francisco que, impressionado com a notícia, afogará sua tristeza em álcool. Pablo pede Marga em casamento. Ángeles seduz o inspetor Cuevas e passa uma noite com ele. Lídia está se preparando para sair, quando está prestes a renunciar, fica cara a cara com Francisco e Carlos e anuncia o motivo de sua escolha. Carlos descobre que ele é o pai da criança que Lídia está carregando. Sara deseja ser tratada e se interna em um hospital para pessoas que mostram sinais de desvio. |              |                                                                         |                   | |                                                                                      |                        |
| 14 | 6            | "Capítulo 14: La soledad" "(Capítulo 15: A solidão)" (BR)               | Roger Gual        | Ramón Campos, Gema R. Neira, Teresa Fernández-Valdez, Maria José Rustarazo, Flora Gonzáles Villanueva & Paula Fernández                             | Flora Gonzáles Villanueva, Paula Fernández & Maria José Rustarazo                    | 25 de dezembro de 2017 |
| Depois de pensar no assunto, Lídia decide ficar na companhia. Sua vida agora está aqui em Madri, cercada por suas amigas. Carlos está pronto para mover a terra e o céu para reconquistar o coração de Lídia contra seu grande rival Francisco. Ele anuncia a sua mãe que ele é o pai da criança que ela está carregando. Carmen fala com Lidia e pede que ela se livre da criança por uma grande quantia em dinheiro. Carolina recupera seu cargo de secretária na empresa. Ela está colaborando com a polícia no caso do desaparecimento de Mario e suspeita de Ángeles. Lidia está em perigo, uma testemunha a viu se livrar do carro de Mario. Ela pretende descobrir a identidade dessa testemunha e comprar seu silêncio. Sara, internada em um hospital psiquiátrico, é submetida a um tratamento brutal contra sua vontade e pede ajuda. Lidia, Marga e Carlotta conseguem escapar. |              |                                                                         |                   | |                                                                                      |                        |
| 15 | 7            | "Capítulo 15: Las oportunidades" "(Capítulo 15: As oportunidades)" (BR) | David Pinillos    | Ramón Campos, Gema R. Neira, Teresa Fernández-Valdez, Maria José Rustarazo, Flora Gonzáles Villanueva & Paula Fernández                             | Maria José Rustarazo, Flora Gonzáles Villanueva & Paula Fernández                    | 25 de dezembro de 2017 |
| O corpo de Mario foi encontrado pela polícia. Lidia aceitou a proposta de Carmen e está usando o dinheiro para pagar a testemunha. Pablo e Marga organizam o casamento. Após o novo discurso da testemunha, Carolina foi presa por Cuevas na noite da apresentação oficial das cabines telefônicas na presença do rei da Espanha. Lídia é salva. |              |                                                                         |                   | |                                                                                      |                        |
| 16 | 8            | "Capítulo 16: La inocencia" "(Capítulo 16: A inocência)" (BR)           | David Pinillos    | Ramón Campos, Gema R. Neira, Teresa Fernández-Valdez, Maria José Rustarazo, Flora Gonzáles Villanueva & Paula Fernández                             | Almudena Ocaña, Teresa Fernández-Valdez, Flora Gonzáles Villanueva & Paula Fernández | 25 de dezembro de 2017 |
| Cuevas descobre que a testemunha foi subornada por Lidia. Ele compartilha essas informações com Ángeles que, para proteger sua amiga, não tem escolha a não ser confessar o assassinato de Mario. Cuevas percebe que ele foi manipulado durante toda a investigação. No entanto, ele permitirá que Ángeles fuja para escapar da prisão. Sua atração e paixão por ela vão contra seu dever. Francisco tomou a decisão de deixar Madri e deixar Lídia morar com Carlos. Por ordem de Carmen, Lídia é levada à força e contra sua vontade no hospital para fazer um aborto. Carlos chega na hora certa para evitar o irreversível. Perseguida por um capanga de Carmen que tenta pegá-la, Lídia cai de uma janela do prédio e se vê inconsciente no chão. |              |                                                                         |                   | |                                                                                      |                        |

## Produção
A segunda temporada foi anunciada em 31 de março de 2016, inicialmente programada para ser uma parte 2 da 1.ª temporada. Em 31 de maio de 2017, um mês após o lançamento dos primeiros oito episódios, foi anunciado pela Netflix que os demais oito episódios seriam uma segunda temporada e não mais uma segunda parte da primeira, cuja com data de estreia foi confirmada para dezembro do mesmo ano.

### Filmagens
As filmagens da temporada começaram em 2017, após o lançamento da 1.ª temporada, conforme Ramón Campos disse: "Primeiro temos que gravar os oito primeiros capítulos e, até que eles sejam finalizados e publicados [na plataforma], não começaremos a gravar o segundo lote." O fato foi confirmado pela Netflix em 31 de maio de 2017 através de um vídeo postado em suas redes sociais.

## Recepção
A temporada recebeu críticas mistas.
Raquel Hernández Luján, do Hobby Consolas deu uma crítica extremamente negativa à temporada, desde os formatos dos episódios até as histórias da trama. Sobre o formato ela diz: "A grande virtude desta segunda temporada de Las chicas del cable é tornar-se uma novela ao contrário. A fórmula do gênero é esticar as parcelas como chiclete durante uma infinidade de episódios, enquanto aqui o que acontece é o oposto: mil eventos são condensados em 45 minutos. O problema é que [...] há constantes mudanças de roteiro que deslegitimam os personagens."
Sobre o enredo, ela continua: "enfrentamos [...] problemas de plausibilidade e continuidade: a partir de uma visão tortuosa do suposto feminismo, que criminaliza primeiro os personagens masculinos e os resgata depois com o golpe. [...] O importante não é a evolução dos negócios de telefonia, nem a emancipação feminina ou a luta pela igualdade de direitos: o importante é com quem Lidia / Alba dorme. Essa é a antítese do feminismo, porque ela acaba sendo um objeto de mulher, apesar de fingir ser exatamente o oposto."
Mikel Zorrilla, do espinof, diz que a segunda temporada não tem um formato de série, mas sim uma novela de luxo. Porém ele não critica, dizendo que "obviamente ele [o programa] tem seu público e eu não acho que aqueles que fazem parte dele acabem decepcionados.
Silvina Lamazares, do Diario Clarín, elogiou a produção dizendo que "esta etapa da série espanhola tem o mesmo alto nível de produção que a anterior. Uma recreação de período que olha para os mínimos detalhes. Sem mencionar o cenário daquela velha [...] Madri." Assim como na crítica da temporada anterior, ela volta a chamar a atenção da trilha sonora, presente ao decorrer dos episódios, dizendo que "entre seus pontos duvidosos, a musicalização continua aparecendo, com temas modernos que fazem barulho no meio de uma sólida pintura vintage."